# Sorrow (chanson de Bad Religion)
Pour les articles homonymes, voir sorrow.
Singles de Bad Religion
Broken
(2002)
Sorrow est une chanson écrite par Brett Gurewitz et jouée par le groupe Bad Religion. Elle est le premier single tiré de The Process of Belief, douzième album studio du groupe, lancé en 2002. Le single a cependant été joué dès l'automne 2001 à la station de radio KROQ de Los Angeles.
Gurewitz affirme que la chanson a été inspirée par l'histoire de Job.

## Palmarès
| Palmarès (2002)              | Position maximale |
| ---------------------------- | ----------------- |
| Billboard Modern Rock Tracks | 35                |